# Los mil días de Allende
Los mil días de Allende és una minisèrie de televisió xilena de 2023 dirigida per Nicolás Acuña. L'1 de setembre de 2023 es va estrenar a la plataforma de streaming Riivi i el 7 de setembre a Televisió Nacional de Xile (TVN). La sèrie narra la història dels tres anys de govern de la Unitat Popular, encapçalat pel president Salvador Allende.

## Sinopsi
La història pren per relator Manuel Ruiz, un espanyol de vint-i-cinc anys que es converteix en assessor del president Allende, i presenta el governant en la seva complexitat, en les seves gestes, dificultats i contradiccions.

## Repartiment
- Pablo Capuz com a Manuel Ruiz, assessor d'Allende.
- Alfredo Castro com a Salvador Allende Gossens,[1] president de la República de Xile (1970-1973).[2]
- Benjamín Vicuña com a Fidel Castro Ruz,[3] primer ministre de Cuba (1959-2008).[4]
- Daniel Alcaíno com a Augusto Pinochet Ugarte, comandant en cap de l'Exèrcit de Xile (1973-1998).
- Tito Bustamante com a Eduardo Frei Montalva, expresident de la República de Xile (1964-1970).
- Aline Kuppenheim com a Hortensia Bussi Soto, esposa d'Allende.
- Susana Hidalgo com a Beatriz Allende Bussi, filla d'Allende i Bussi.
- Josefina Roca com a Isabel Allende Bussi, filla d'Allende i Bussi.
- Francisca Gavilán com a Miria Contreras Bell, secretària personal d'Allende.
- Héctor Morales com a Carlos Jorquera Tolosa, secretari de premsa d'Allende.
- Néstor Cantillana com a José Tohá González, ministre de l'Interior de Xile (1970-1972).
- Jaime Omeñaca com a Carlos Prats González, comandant en cap de l'Exèrcit de Xile (1971-1973).
- Mario Horton com a Miguel Enríquez Espinosa, secretari general del Moviment d'Esquerra Revolucionària (MIR).
- Cristián Chaparro com a Luis Corvalán Lepe, secretari general del Partit Comunista de Xile (1958-1990).
- Iván Álvarez de Araya com a Augusto Olivares Becerra, director de premsa a Televisió Nacional de Xile (TVN).
- Marcial Tagle com a Patricio Aylwin Azócar, president del Senat de Xile (1971-1972).
- Cristián Campos com a René Schneider Chereau, comandant en cap de l'Exèrcit de Xile (1969-1970).
- Claudio Arredondo com a Radomiro Tomic, candidat a les eleccions presidencials de Xile de 1970.
- Manuel Peña com a Edmundo Pérez Zujovic, ministre de l'Interior de Xile (1968-1970).
- Juan Gillmore com a José Manuel Varela (fictici), president del Gremi d'Empresaris de Xile (1970-1974).
- Valentina Barrios com a Nora (fictici), agent de l'Agència Central d'Intel·ligència (CIA).
- Matthew Fry com a Jack (fictici), agent de l'Agència Central d'Intel·ligència (CIA).
- Rodrigo Soto, com al militar Roberto Viaux.

## Producció
La sèrie, coproduïda per Parox Producciones, la productora espanyola Mediterráneo, a més d'Aleph, Mente Colectiva i HD Argentina, es va adjudicar $520.445.211 dels fons atorgats pel Consell Nacional de Televisió, en la categoria de sèries històriques.